# Hässelby strand (Stockholms tunnelbana)
Hässelby strand ist eine oberirdische Station der Stockholmer U-Bahn. Sie befindet sich im gleichnamigen Stadtteil Hässelby strand. Die Station wird von der Gröna linjen des Stockholmer U-Bahn-Systems bedient. Sie gehört zu den eher mäßig frequentierten Stationen des U-Bahn-Netzes. An einem normalen Werktag steigen 4.300 Pendler hier zu.
Die Station wurde am 18. November 1958 als 45. Station der Tunnelbana in Betrieb genommen, als der U-Bahn-Abschnitt Hässelby gård-Hässelby strand eingeweiht wurde. Die Station verfügt über zwei oberirdische Gleise. Die Station ist die Endstation der Linie T19 der Gröne linjen. Bis zum Stockholmer Hauptbahnhof sind es etwa vierzehn Kilometer.

## Fahrzeit
| Linie | bis Station | Fahrzeit | bis Station                                  | Fahrzeit                           |
| T19   | Hagsätra    | 55 min   | Åkeshov Alvik T-Centralen Gamla stan Slussen | 12 min 19 min 32 min 33 min 35 min |